# Ehrenreich Weismann
Ehrenreich Weismann (* 15. Juli 1641 auf Schloss Weyerburg bei Hollabrunn in Niederösterreich; † 23. Februar 1717 in Maulbronn in Württemberg) war ein evangelischer Geistlicher, Superintendent und Verfasser lateinischer Wörterbücher.

## Leben
Wegen der Verfolgung der Protestanten in Österreich wanderte er gemeinsam mit seinem Vater erst nach Pressburg, 1656 dann nach Heilbronn in Württemberg aus. 1657 trat er in das Kloster Maulbronn ein, 1662 wurde er Magister in Tübingen, 1662 Kirchendiener im Kloster Hirsau. 1693 war er Special-Superintendent in Stuttgart, 1698 Prälat von Herrenalb, 1711 wurde er Abt von Maulbronn, General-Superintendent und Fürstlich-Württembergischer Kirchenrat.
Der Theologieprofessor Christian Eberhard Weißmann (1677–1747) war sein Sohn. Ein weiterer Sohn, Immanuel Weismann (1683–1745) wurde Mediziner und Mitglied der Gelehrtenakademie „Leopoldina“. Der älteste Sohn Friedrich Christoph Weißmann (1669–1729) war Klosterpräzeptor in Bebenhausen, dann Dekan in Kirchheim unter Teck, verheiratet mit Luise Tabitha Pregizer (1679–1729), der Tochter des Juristen und Historikers Johann Ulrich Pregizer III.

## Leistungen
Während seiner Zeit im Kloster Hirsau verfasste er sein Hauptwerk:
Lexikon bipartitum latino-germanicum et germanico-latinum in quo latinitas prisca et pura ... ex probatissimis autoribus methodo perspicua explicatur (Stuttgart 1673).
Dieses Werk wurde auch anderen Wörterbüchern zugrunde gelegt, so dem Teutsch-Lateinisch- und Rußisches Lexicon Samt denen Anfangs-Gründen der Rußischen Sprache (St. Petersburg 1731) sowie dem Litauisch-Deutsches und Deutsch-Litauisches Lexikon (Königsberg 1747).
Weitere Werke u. a.:
Deutsche Grammatik; Rhetorica sacra (Tübingen 1679); 10 Bände Homiletische Schriften.